# Jornada Mundial de la Joventut 1989
La Jornada Mundial de la Joventut del 1989 va tenir lloc el 19 i el 20 d'agost del 1989 a Santiago de Compostel·la, Espanya. Va ser la primera vegada que la Jornada no es va celebrar el dia de Diumenge de Rams, sent al mig de l'estiu.

## L'esdeveniment
Molts participants a la JMJ van arribar al lloc a peu després de recórrer el Camí de Sant Jaume.
A Santiago de Compostel·la es van organitzar catequesi el dia 19 d'agost sobre els lemes «Crist és el Camí», «Crist és la Veritat», «Crist és la Vida», inspirada en el verset de l'Evangeli de sant Joan (Jn 14,6). Entre els responsables de la catequesi, hi havia Chiara Lubich (fundadora del Moviment dels Focolars), Carlo Maria Martini, Massimo Camisasca i Antonio Lanfranchi.
La vigília es va tancar amb la presència del papa Joan Pau II i va tenir lloc al Monte do Gozo, turó situat a uns cinc quilòmetres del centre de la ciutat. En aquest lloc més tard es va erigir un monument en memòria de la visita papal i de sant Francesc d'Assís, que va peregrinar a Santiago al segle xiii.

## L'himne
L'himne d'aquestes Jornades Mundials de la Joventut es va titular «Somos los jovenes del 2000» (Som els joves del 2000).